# Lachesilla andra
Lachesilla andra är en insektsart som beskrevs av Sommerman 1946. Lachesilla andra ingår i släktet Lachesilla och familjen kviststövsländor. Inga underarter finns listade i Catalogue of Life.